# Parque natural de la Sierra de Irta
El parque natural de la Sierra de Irta (en valenciano, Parc Natural de la Serra d'Irta) es un espacio natural protegido español situado al noreste de la provincia de Castellón, en la Comunidad Valenciana.

## Datos básicos
Este paraje de 7743 hectáreas terrestres y 2448 hectáreas marinas fue declarado parque natural por el gobierno valenciano el 16 de julio de 2002.
El parque protege la sierra que se encuentra localizada en la comarca del Bajo Maestrazgo y la zona costera frente a ella.

## Municipios comprendidos
Comprende parte de los términos municipales de Peñíscola, Alcalá de Chivert y Santa Magdalena de Pulpis.
Además estos también son municipios de envuelvan la sierra.

## Orografía

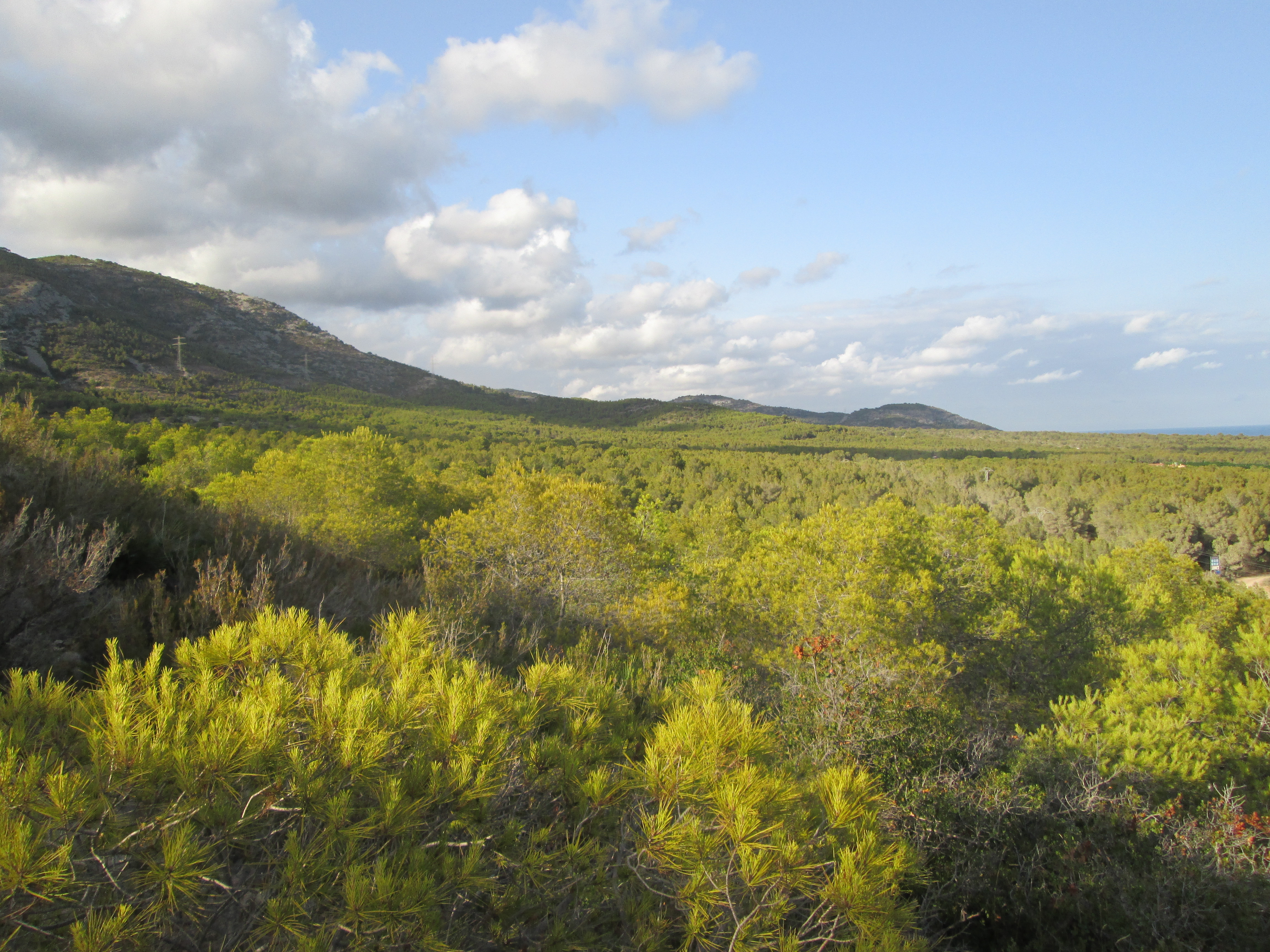
Vista de la sierra desde Las fuentes de Alcocebre

El parque natural está formado por dos alineaciones montañosas con una altitud máxima de 572 metros (el pico Campanilles) paralelas a la costa y separadas por el valle de Estopet.
Debido a su cercanía al mar sus montañas descienden abruptamente formando a lo largo de 12 km numerosos acantilados, calas, cornisas y arrecifes marinos. El acantilado más importante es el de Torre Badum.

## Clima
Esta sierra presenta un típico clima mediterráneo que se caracteriza con inviernos templados y lluviosos y veranos secos y calurosos

## Flora
Este parque está ocupado por una vegetación típica del matorral mediterráneo formada entre otras por el palmito, (Chamaerops humilis L.) única palmera endémica de Europa; la coscoja, (Quercus coccifera L.); el lentisco, (Pistacia lentiscus L.); el enebro de la Miera o broja (Juniperus oxycedrus L. var. macrocarpa); la Albaida, (Anthhylis cytisoides L.); el Espino negro, (Rhamnus lycioides); el pino carrasco (Pinus Halepensis); el pino piñonero (Pinus Pinea); el hinojo, ("Foeniculum vulgare") aunque es posible encontrar especies más frondosas en las cumbres como la sabina negral.
Además es destacable el geranio de Irta, un endemismo de la sierra.

## Fauna
Por la naturaleza marítima de la sierra su fauna es muy característica, destacando la gaviota de Audouín, el cormorán moñudo, el paíño común o el halcón de Eleonor.

## Parajes de interés

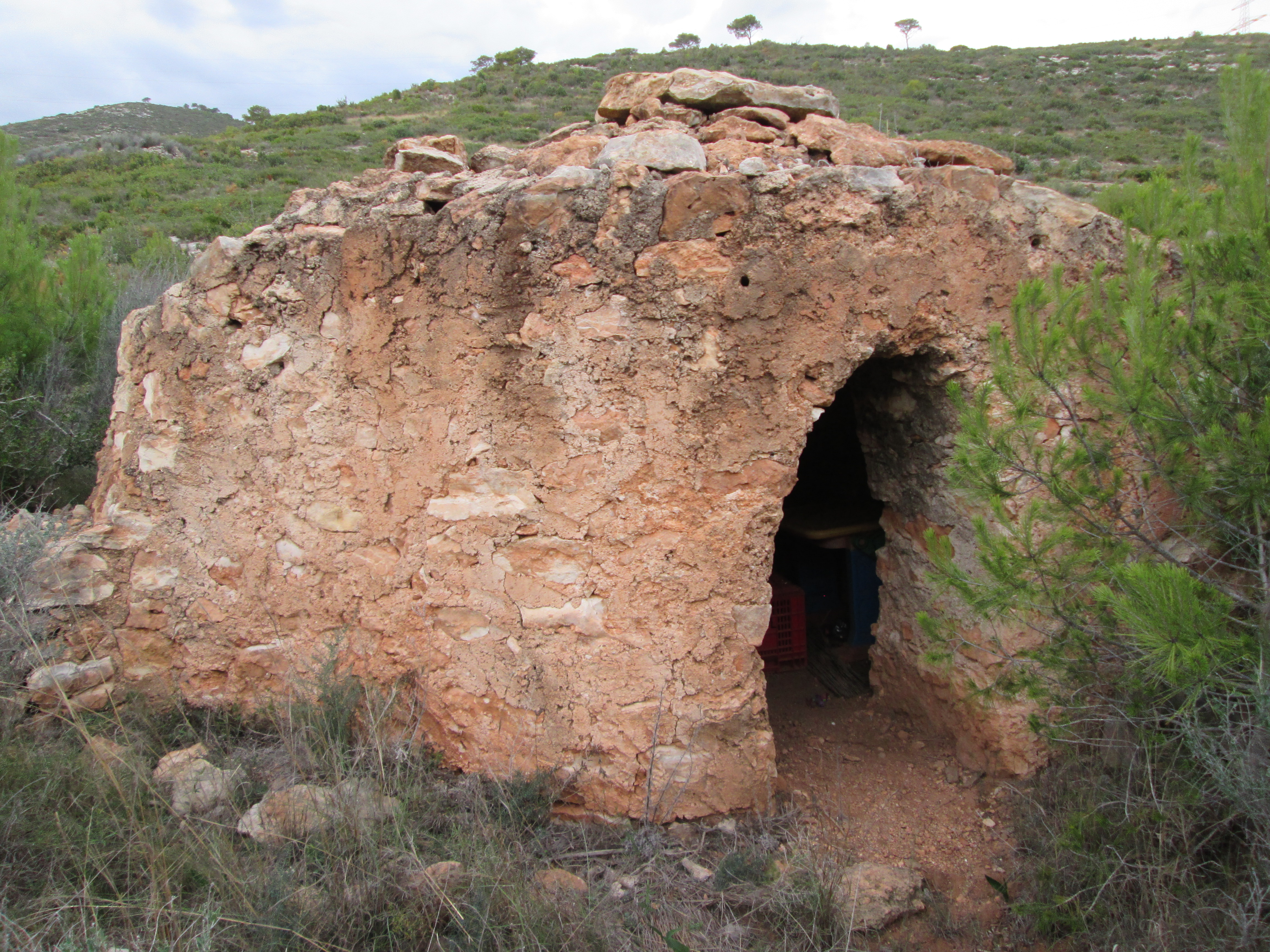
Chozo de agricultor..

El parque es rico en patrimonio artístico, destacando los castillos de Alcalá de Chivert y Santa Magdalena de Pulpis, pertenecientes a la Orden del Temple existiendo los restos de un poblado ibero del siglo VII a. C. junto al primero de ellos.
Además existe una red de torres de vigía destinadas a la protección de la zona de las incursiones marítimas, siendo las más importantes de ellas la torre de Ebrí y la torre Badum. El origen es supuestamente del siglo XVI. Aunque hay quien difiere si Torre Badum es de origen musulmán.
También son destacables las ermitas de Santa Lucía y San Antonio Abad, ambas del siglo XVII. Más un conjunto de casas de Volta dentro del parque natural, que datan desde el siglo XVII hasta el XIX; hornos de cal, chozo de agricultor, una sénia/noria, pozo, chozos de pastores, y un conjunto de cuevas que fueron habitadas anteriormente en Alcocebre.
Por último, aunque no esté en el parque, por su cercanía hay que destacar el conjunto histórico de Peñíscola, con un imponente castillo lleno de historia ya que fue residencia de Benedicto XIII, el Papa Luna siendo uno de los municipios más turísticos de la Comunidad Valenciana.

## Accesos
La llegada al parque es muy sencilla ya que se encuentra en las proximidades de la autopista AP-7 y la carretera nacional N-340, pudiendo escoger las salidas de Alcocebre, Santa Magdalena de Pulpis, Alcalá de Chivert o Peñíscola.
Renfe ofrece servicio ferroviario en la línea de Valencia a Barcelona mediante la estación de Alcalá de Chivert. 

## Galería

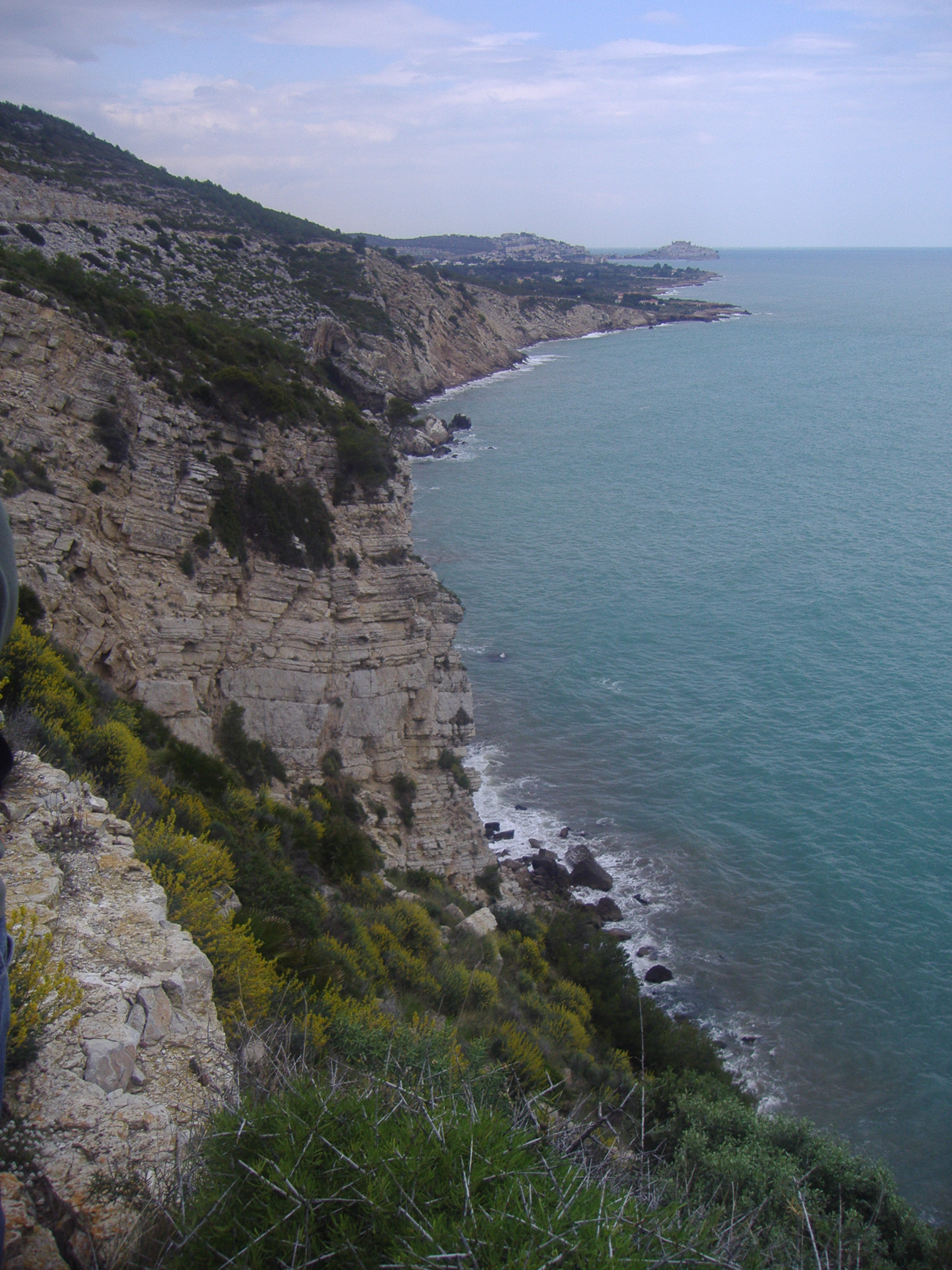
Acantilados de Irta y Peñíscola al fondo.
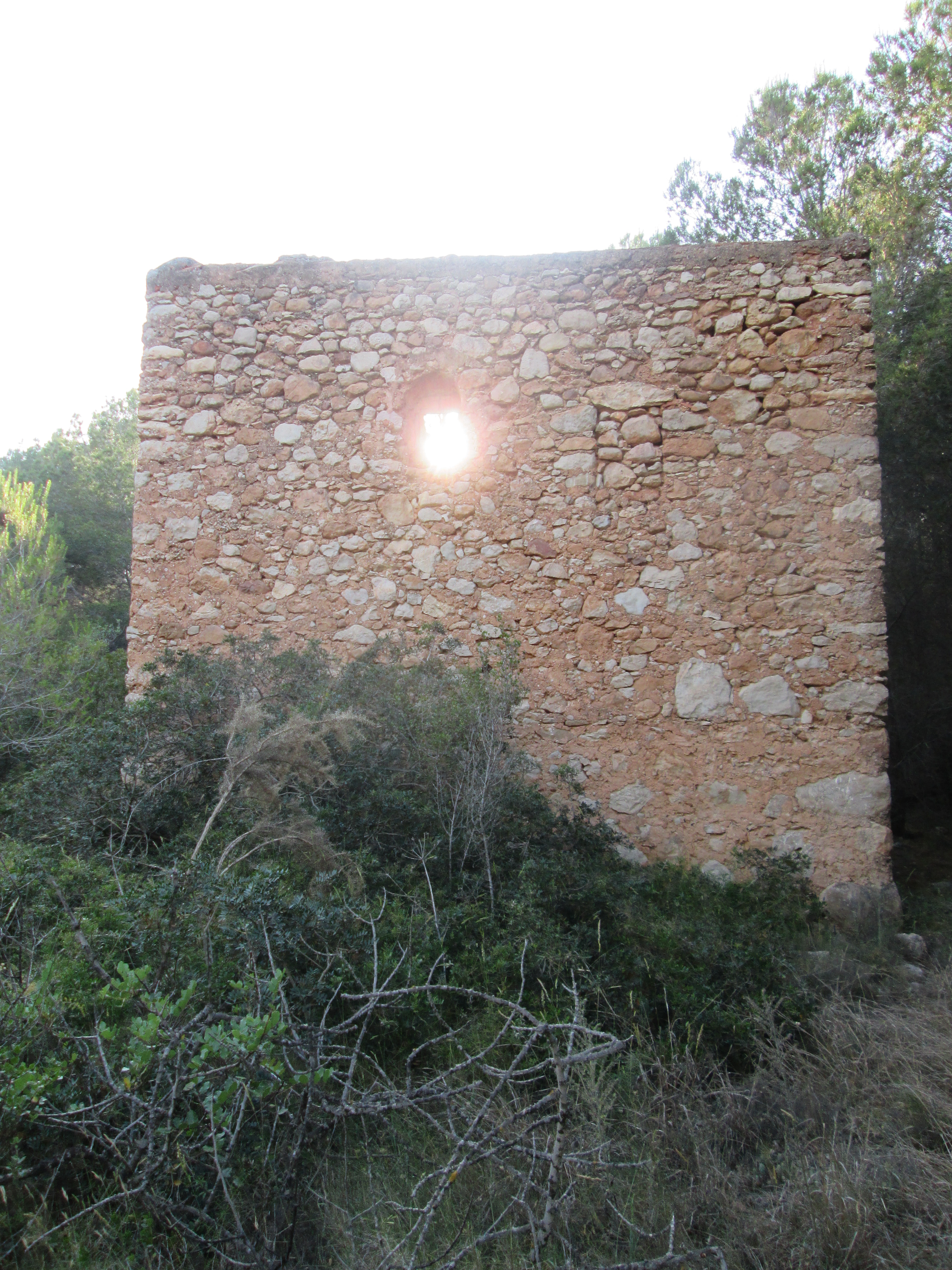
Casa de Volta (1772)
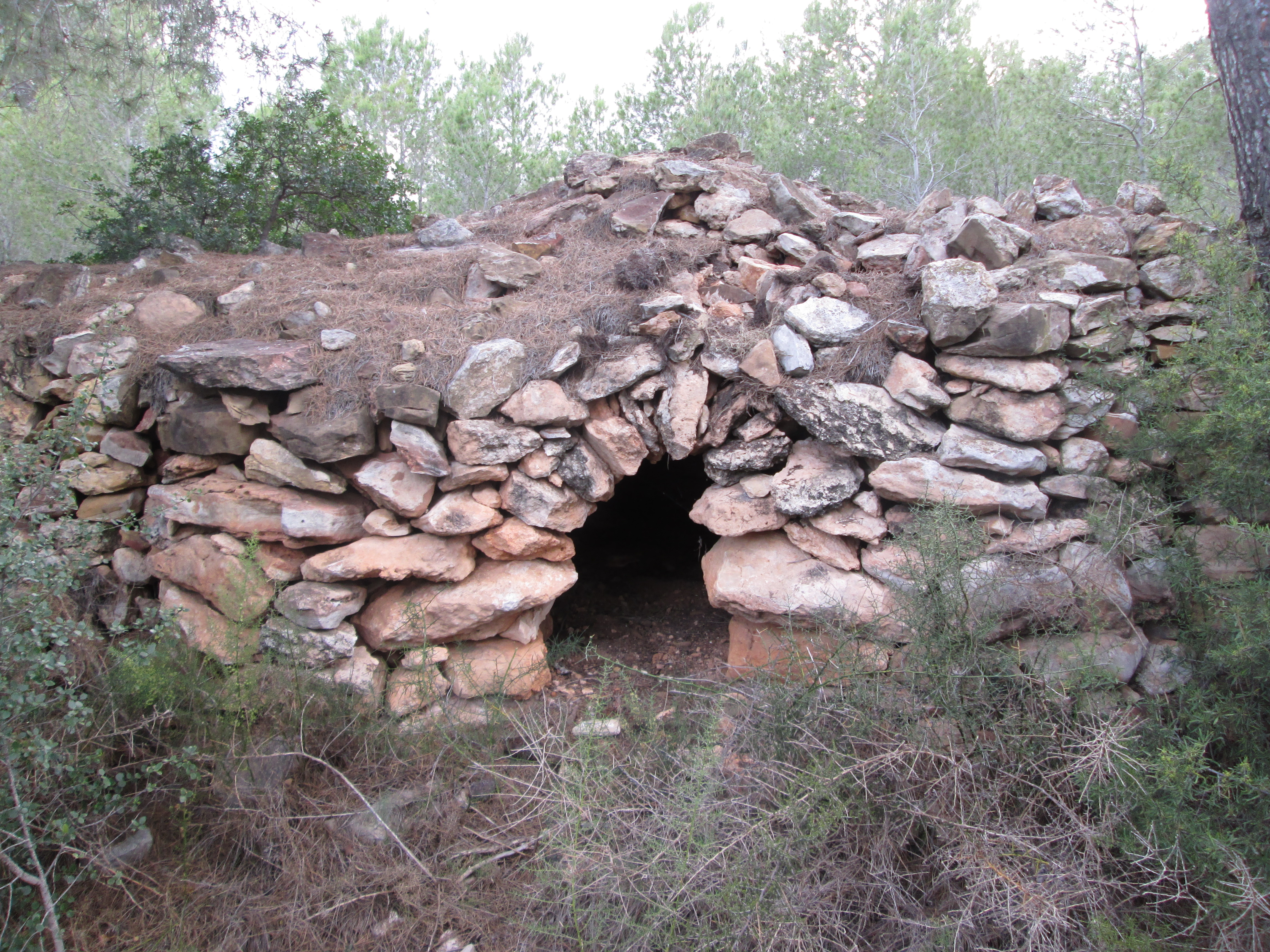
Chozo de pastor
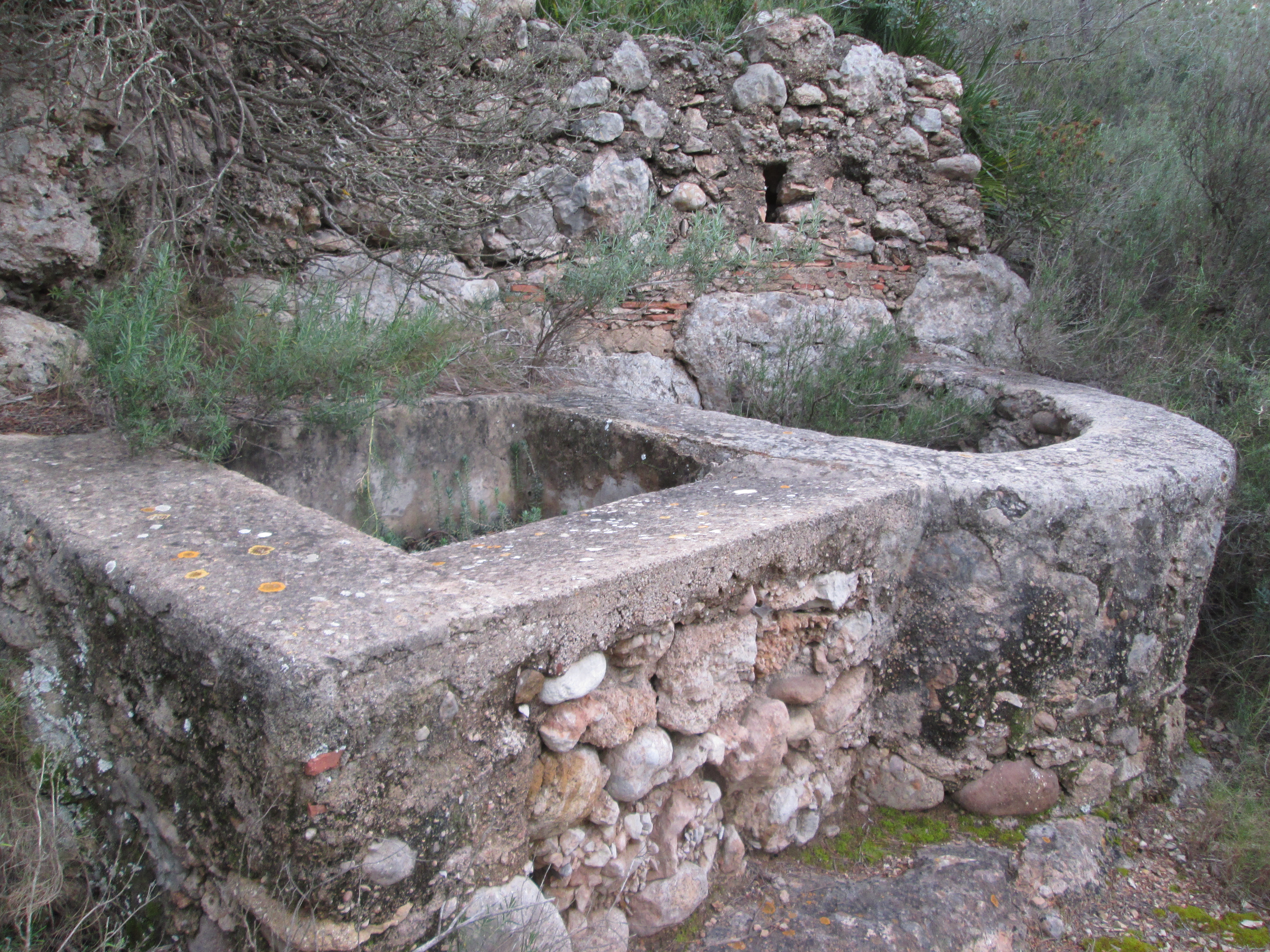
Pozo
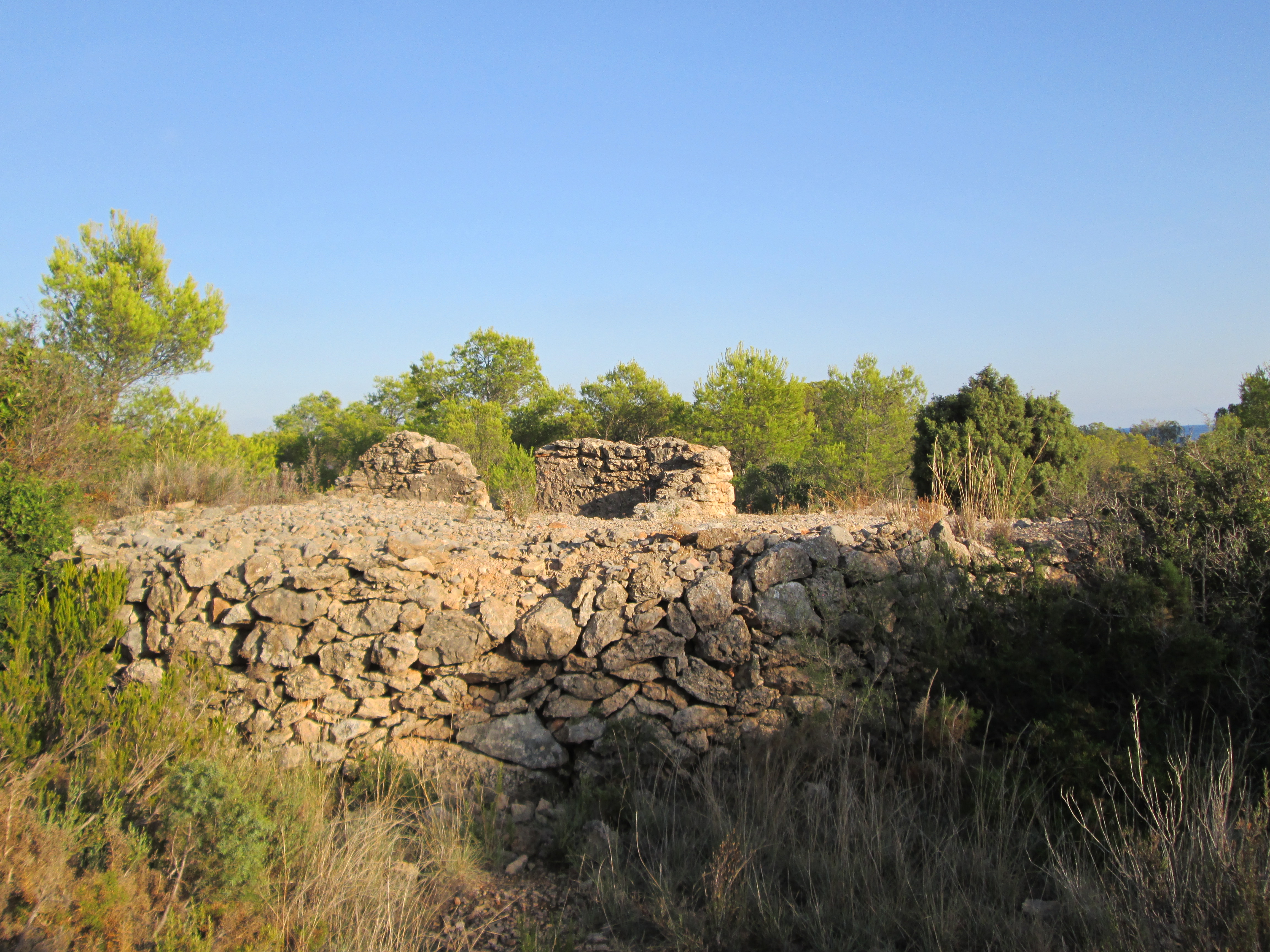
Noria tradicional
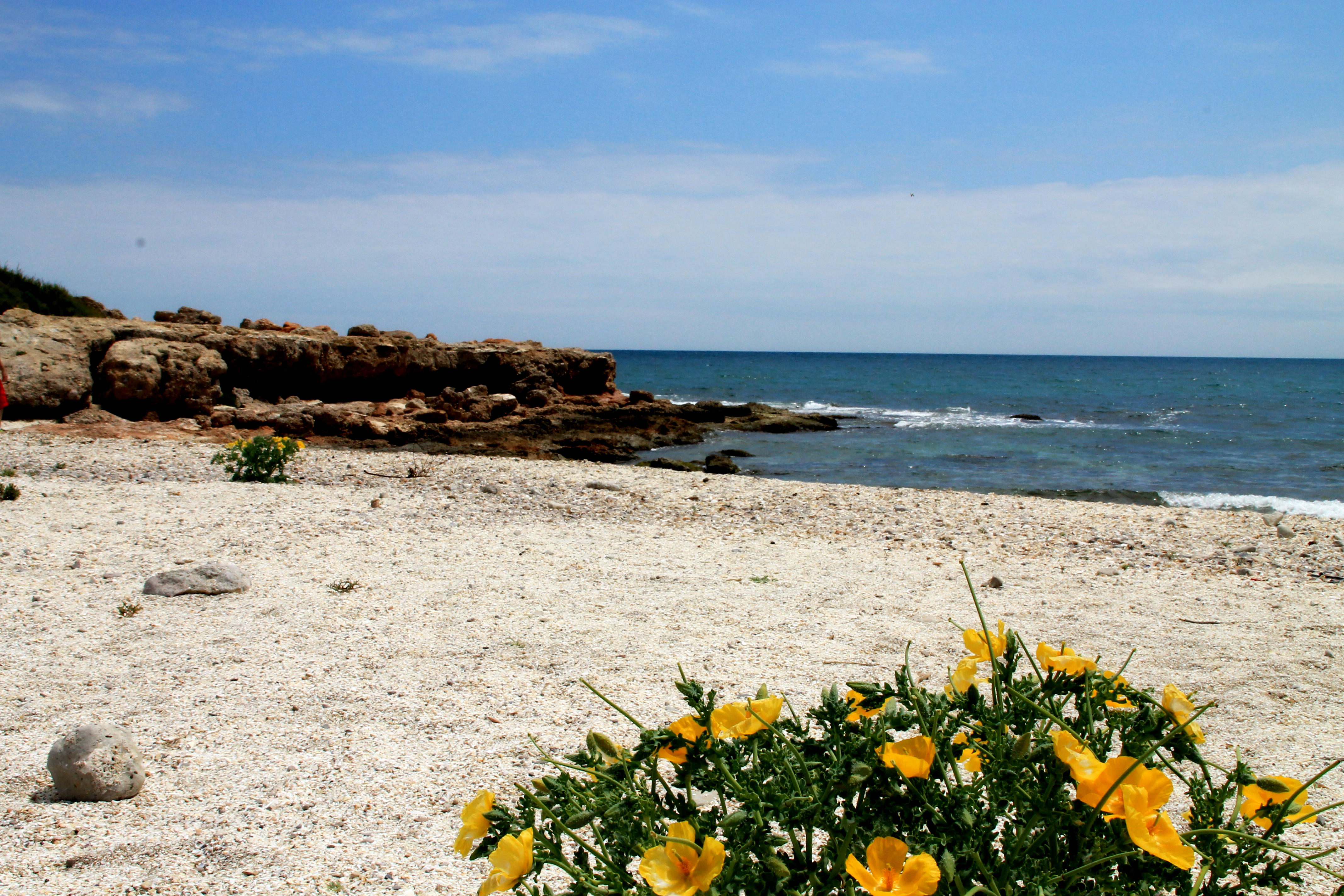
Playa salvaje del paraje natural
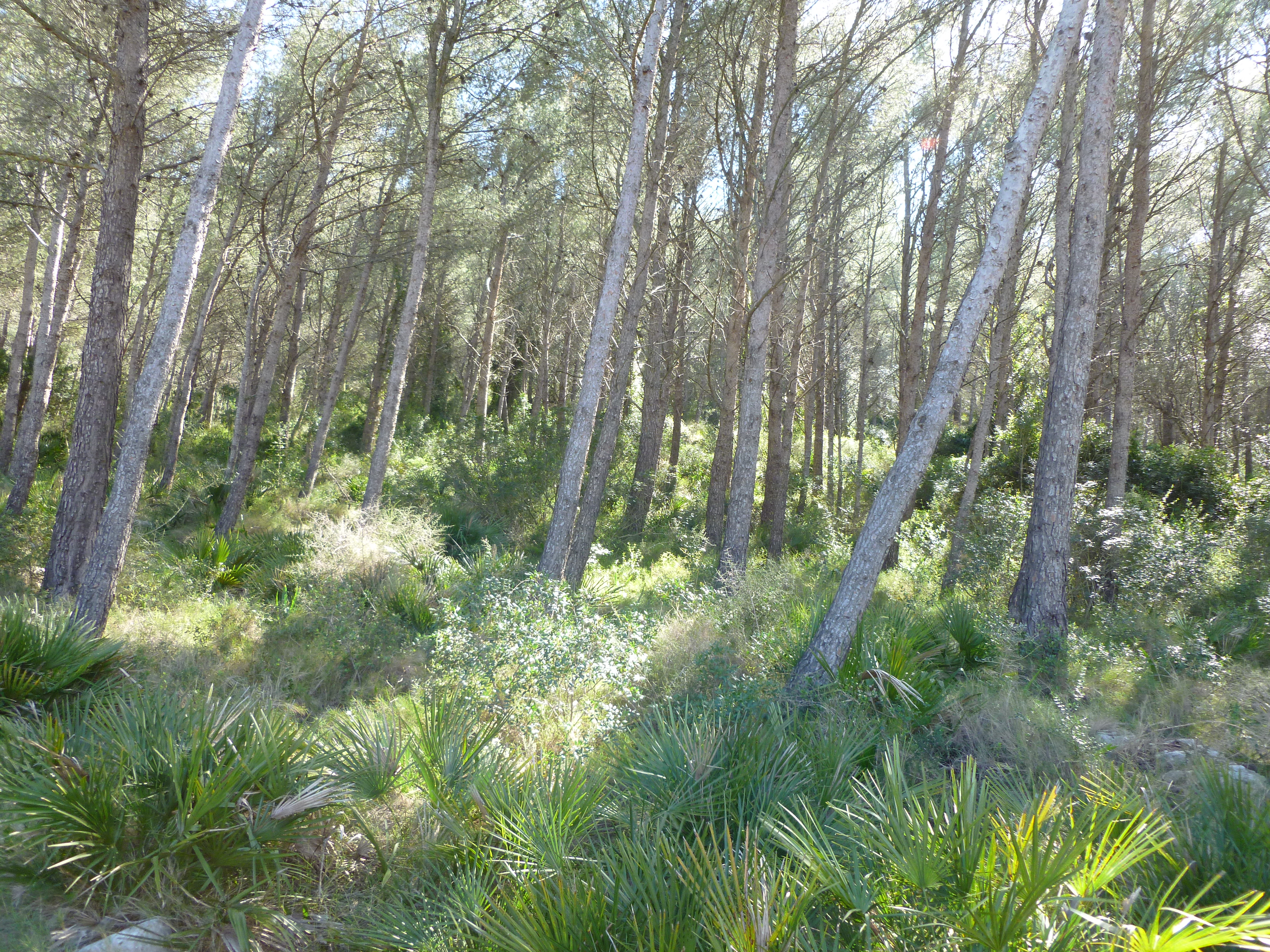
Pinar en la Sierra de Irta con palmitos en el sotobosque
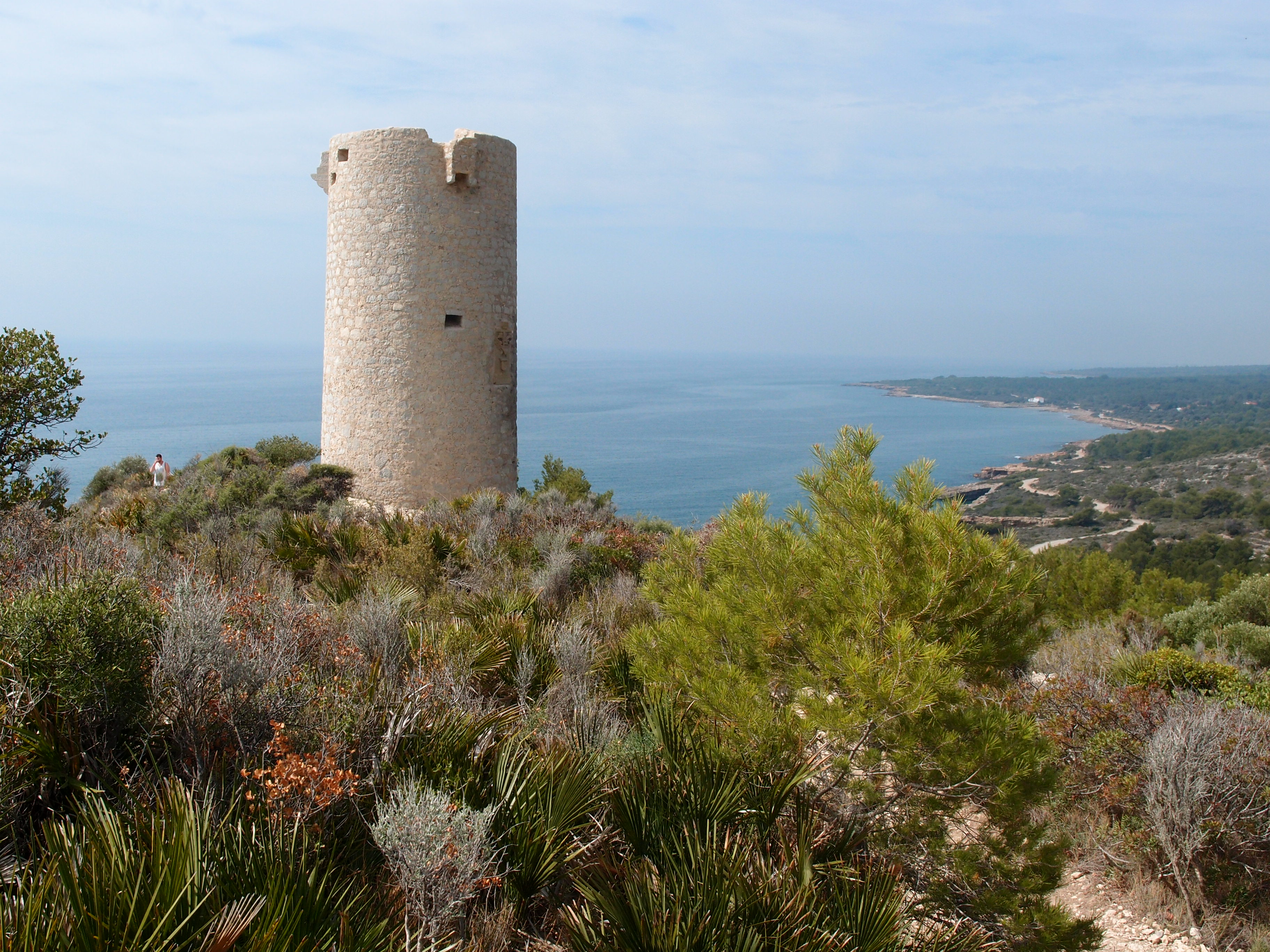
Torre de Badum
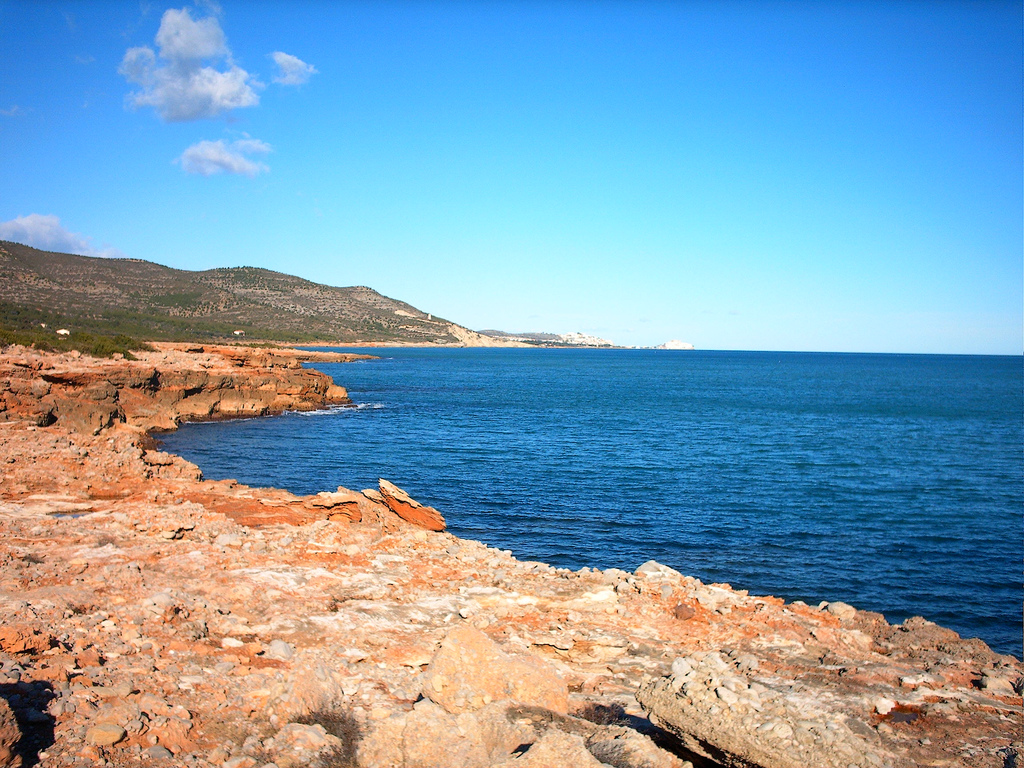
Costa rocosa del parque natural
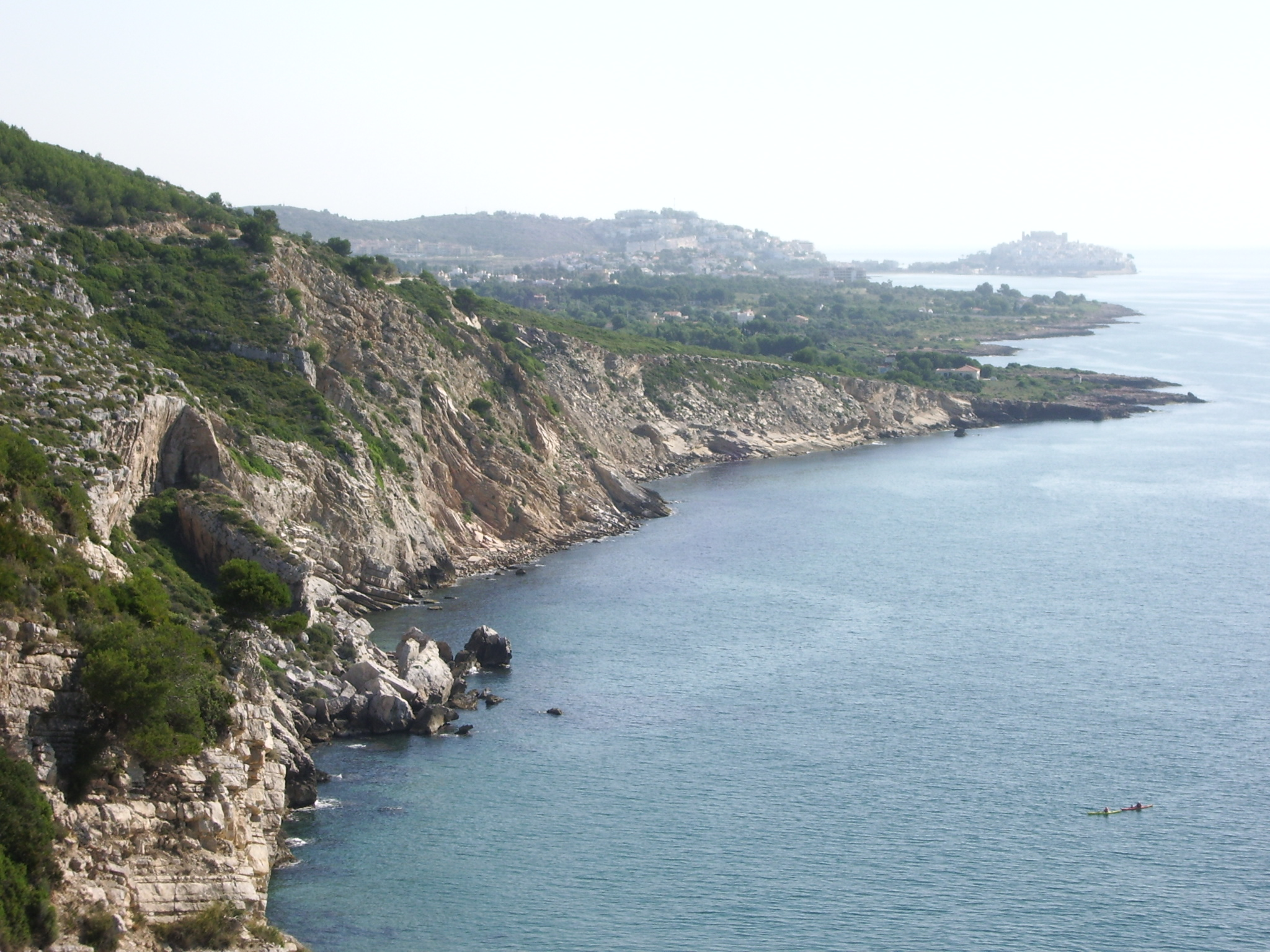
Acantilados
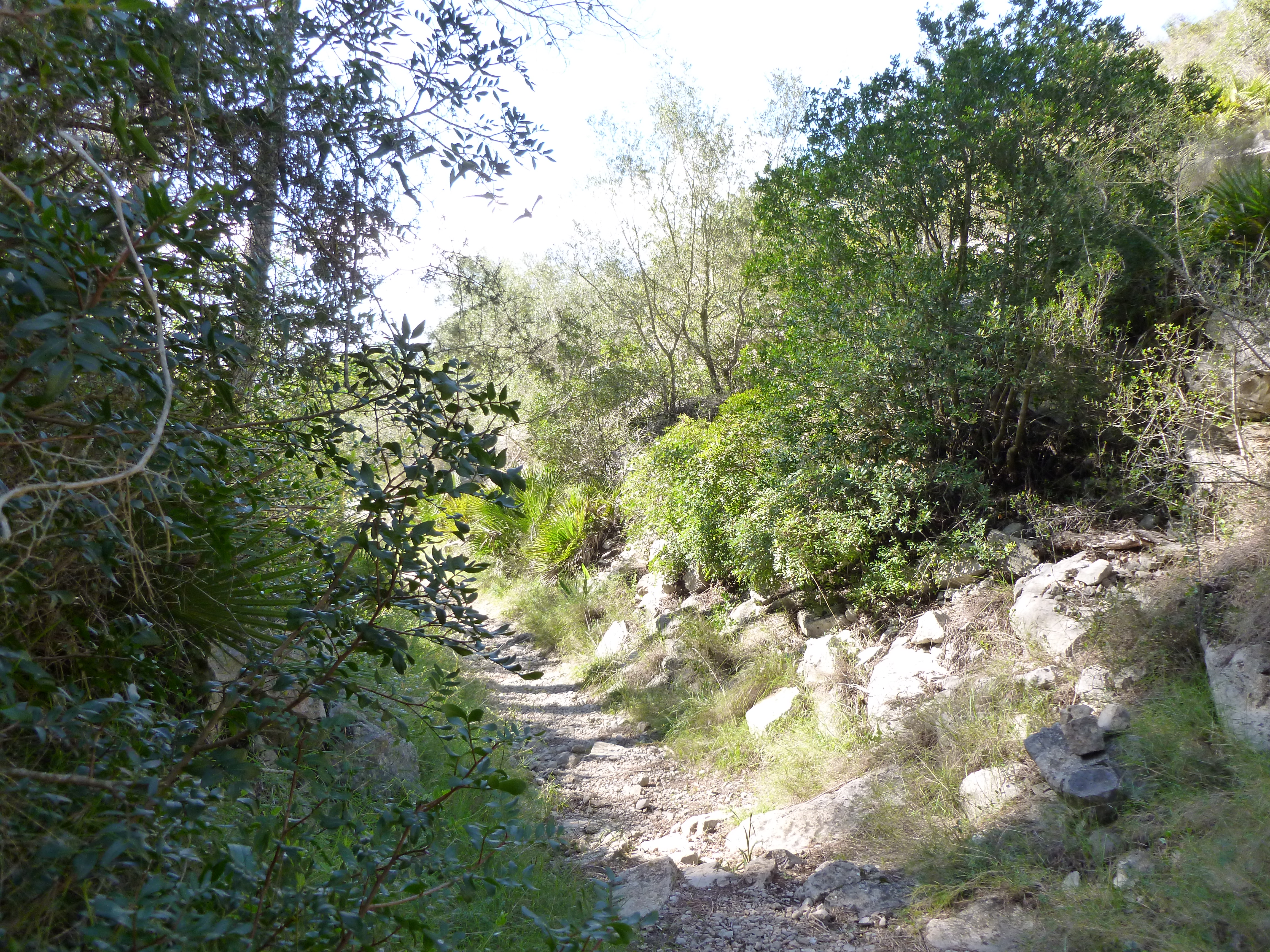
Sendero en la Sierra de Irta